# Buslijn 61 (Groningen-Uithuizen)
Lijn 61 is een buslijn in de Nederlandse provincie Groningen, die rijdt tussen Groningen en Uithuizen. De lijn wordt sinds 13 december 2009 gereden door Qbuzz. De huidige lijn is ontstaan op 9 december 2018 toen de voormalige lijn 61 werd gesplitst in twee lijnen: lijn 61 (Groningen - Uithuizen) en lijn 41 (Uithuizen - Delfzijl). Dit was ook de situatie van voor 9 december 2012. 

## Geschiedenis
In mei 1911 werd het eerste initiatief voor een auto-omnibusdienst in de provincie Groningen door de NV Eerste Groninger Auto Omnibus Onderneming genomen. De officiële opening van de lijn van dit bedrijf vond plaats op 19 juni 1912 en drie dagen later begon de dienst op de route Groningen - Usquert via Bedum, Onderdendam, Middelstum en Kantens. Op 9 januari  beslisten Gedeputeerde Staten echter dat de dienst gestaakt moest worden omdat de wegen in een te slechte staat waren om met de zware bussen te berijden. Na protesten van inwoners en gemeentebesturen werd de dienst op 2 april 1914 volledig hervat. Door het brandstofgebrek als gevolg van de Eerste Wereldoorlog moest de dienst wederom gestaakt worden. Na de oorlog werd de dienst opnieuw hervat en heette de onderneming Auto-omnibusonderneming Der Gemeenten Bedum, Middelstum en Kantens. Vanaf september 1923 kreeg de dienst concurrentie van B. Bisschop op het traject Kantens - Groningen. Op 3 maart 1925 kwam ook TJ. Rijzenga uit Uithuizen erbij met een dienst van Uithuizen via Usquert en Kantens naar Groningen. Kort daarna kwam ook S. Bulthuis vanuit Warffum daarbij. Al deze concurrentie leidde ertoe dat de gemeenten stopten met de dienst. Chauffeur Kuitert en zijn collega R. Smedinga namen de dienst over. Later komen ook R. Smedinga en M. Reer met bussen op dit traject.
In het begin van de jaren 30 moesten S. Bulthuis en M. Reer hun dienst staken omdat ze geen vergunning kregen. Ook R. Smedinga deed zijn bussen van de hand en verkocht ze aan de overgebleven 3 ondernemers.
De firma's TJ. Rijzinga, B. Bisschop en Kuitert besloten samen verder te gaan onder de naam N.V. Verenigde Autobusdienst Ondernemers (VADO). 
Dit bedrijf werd op zijn beurt in 1939 door de Marnedienst overgenomen. In 1954 werden alle aandelen van de Marnedienst overgenomen door de NS-dochteronderneming GADO te Hoogezand. Die zette de exploitatie in eerste instantie voort onder de naam Marnedienst, maar vanaf 1967 werden de lijnen onder de vlag van de GADO zelf geëxploiteerd. Het lijnnummer 1 voor de lijn Groningen - Uithuizen - Oudeschip werd toen 61.
In september 1998 werd de GADO overgenomen door Arriva die vervolgens tot 2010 de Concessie GGD - Groningen Provincie mocht exploiteren. Bij de aanbesteding van de nieuwe concessie die heel Groningen en Drenthe ging beslaan in 2009, kwam Qbuzz als goedkoopste uit de bus, en mocht zij vanaf 13 december 2009 het openbaar vervoer in Groningen en Drenthe exploiteren.

## Dienstuitvoering
Toen de dienst in 1912 van start ging werd er 5 keer per dag gereden op het traject Groningen - Usquert via Bedum, Onderdendam, Middelstum, Kantens en Rottum. In 1925 begon Tj. Rijzenga met een dienst vanaf Uithuizen via Usquert en Onderdendam naar Groningen. In 1948 werd het traject Uithuizen - Roodeschool overgenomen van de DAM en reed de dienst, die ondertussen werd geëxploiteerd door de Marnedienst onder lijnnummer 1, een aantal maal per dag door naar Roodeschool. Een paar jaar voordat de Marnedienst volledig werd overgenomen door de GADO werd het lijnnummer al veranderd in 61. In 1965 had lijn 61 het traject Roodeschool - Oudeschip overgenomen van lijn 64.
Nadat de GADO in 1970 de DAM al had overgenomen, werd lijn 61 in de jaren 70 doorgetrokken van Roodeschool naar Delfzijl. De bediening van Oudeschip verviel. De frequentie werd verhoogd naar een regelmatige uursdienst, aangevuld tot twee keer per uur op het traject Groningen - Middelstum. In de jaren 80 werd de frequentie verder verhoogd. Er werd nu tussen Groningen en Middelstum en de spitsuren elk kwartier gereden. Halverwege de jaren 80 werd lijn 61 in Uithuizen geknipt en het deel Uithuizen - Delfzijl werd omgenummerd tot lijn 41. In 1991 werden sneldiensten geïntroduceerd met lijnnummer 161, deze reden tussen Bedum en Groningen een snellere route. In 1994 werd de route in Groningen gewijzigd en werd via het Academisch ziekenhuis en transferium Kardinge gereden in plaats van via de Bedumerweg, waar lijn 161 wel bleef rijden. In 2000 waren de routes omgewisseld en reed lijn 61 via de Bedumerweg en lijn 161 via Kardinge. Rond 2000 werd Aggloliner 507 tussen Groningen en Bedum geïntroduceerd, per 1 januari 2003 omgenummerd naar Qliner 307. Lijn 307 werd per 9 januari 2005 opgeheven en vervangen door extra ritten op lijn 161. 
Lijn 161 werd per 9 december 2012 opgeheven en tegelijkertijd werd de route van lijn 61 via de route van lijn 161 over Kardinge naar het station geleid. Tevens werden lijn 61 en 41 weer samengevoegd tot lijn 61. Als gevolg van het opheffen van lijn 161 werd het aantal reismogelijkheden tussen Groningen en Middelstum flink verminderd: van 3-4 keer per uur naar 2 keer per uur. Per 11 december 2016 werd de frequentie van lijn 61 weer verhoogd ter voorbereiding op de invoering van het studentenreisproduct voor het MBO. Op 8 april 2018 vervielen alle belbussen en kon er gebruik worden gemaakt van de Hubtaxi. Op 9 december 2018 werd de samenvoeging van lijn 41 en lijn 61 weer ongedaan gemaakt. Sindsdien rijdt lijn 61 niet verder dan Uithuizen en is het gedeelte naar Delfzijl weer lijnnummer 41. De dienstregeling bleef grotendeels gelijk. 
De standplaats van lijn 61 in Groningen was het Marnedienst-busstation in de Nieuwe-Ebbingestraat en later op de kop van de Bedumerweg. Daar kon men overstappen op de bus die via de Grote Markt doorreed van en naar het autobusstation bij het hoofdstation. Vanaf 1967 reed lijn 61 zelf ook door naar het busstation.

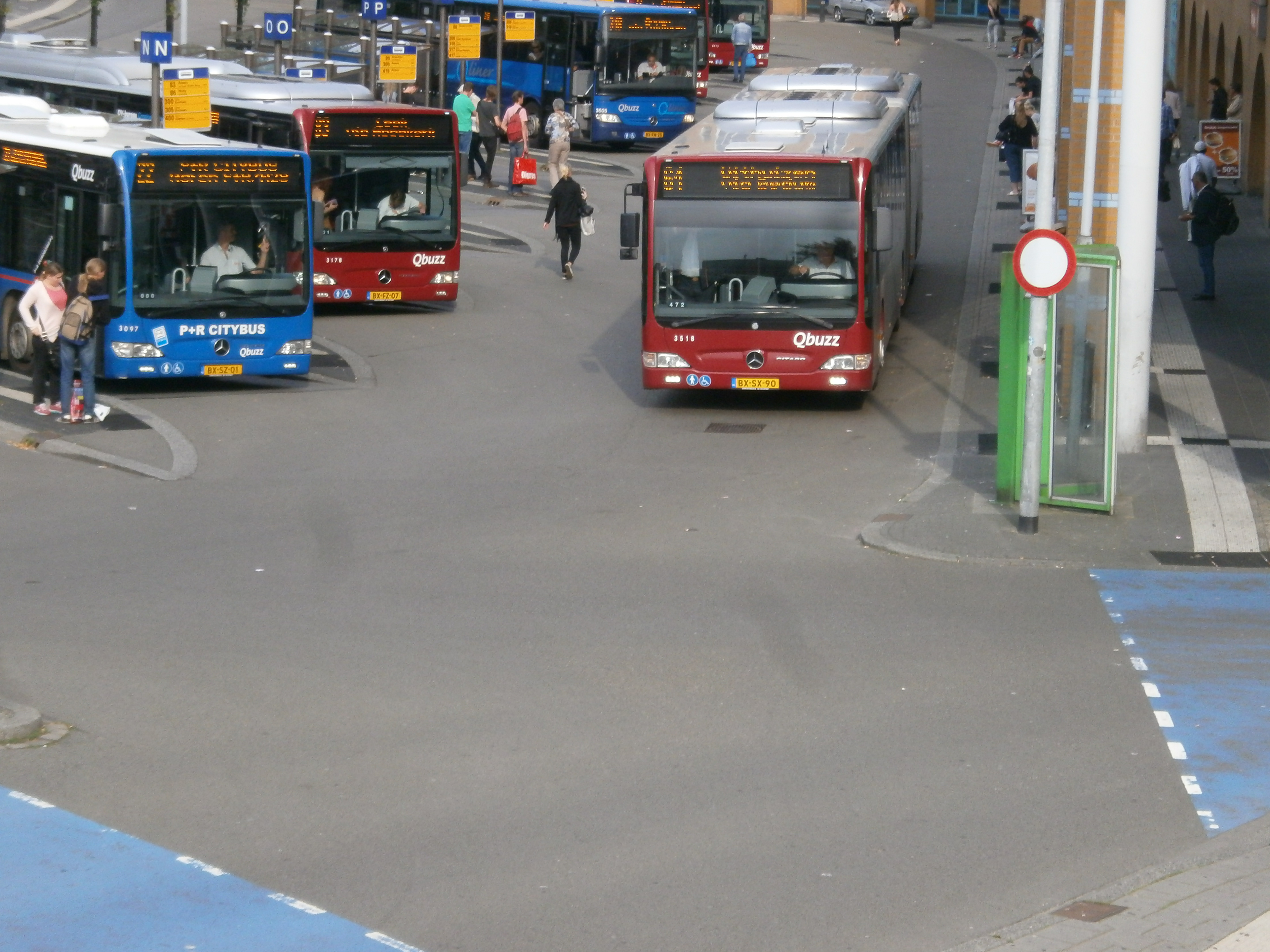
Een bus op lijn 61 naar Delfzijl